# 向井鹿松
向井 鹿松（むかい しかまつ 1888年〈明治21年〉3月6日 - 1979年〈昭和54年〉6月30日）は、日本の商業学者・経営学者・経済学者、教育者。

## 経歴
1888年、愛媛県西宇和郡四ツ浜村（現伊方町）に生まれる。向井孫一の長男。1909年、慶應義塾大学部理財科予科に入学。卒業後は同大学部の助手、商工学校と予科で兼任講師を務めた。
1919年から1922年に欧米へ海外留学を行い、経営学を学ぶ。帰国後は、慶應義塾大学教授に就任して商事経営、商業政策、取引所論、経営経済学、貨幣銀行論、金融論特殊問題の講義を担当した。
1937年に慶應義塾大学を退職し、名古屋商工会議所に移る。第二次世界大戦後の一時期は中央官庁に入り、物価庁で部長職を勤めた。その後は学界に復帰し、東洋大学、青山学院大学、中央大学、愛知学院大学、千葉商科大学、横浜商科大学で講義を行う傍ら、日本商業学会会長、日本広告学会会長を歴任した。1950年の第2回参議院議員通常選挙に全国区から無所属で立候補したが落選した。
1979年6月30日、心不全のため東京都世田谷区の自宅にて死去。92歳。

## 受章歴
- 1966年 - 勲二等瑞宝章受章

## 家族
向井家
- 父・孫一（1862年 - 1937年） - 向井家は孫一の先代より農業を営み、傍ら漁業を励む[1]。1884年に金貸業を始め、1888年に養蚕業をも兼ねる[1]。村会議員、村収入役などをつとめる[1]。住所は愛媛県西宇和郡四ツ浜村大久[1]。1937年9月7日75歳没[6]。

## 著作
- 『商業政策』（1920年）時事新報社出版部
- 『海外有価証券市場論』（1924年）清水書店
- 『取引所の理論的研究』(1926年）丸善
- 『配給市場組織 財貨移動の社会的組織』(1928年）丸善
- 『経営経済学総論』(1929年)千倉書房
- 『綜合取引所論』(1932年）日本評論社
- 『体系商業学』（1958年 福田敬太郎との共編）千倉書房
- 『中学校 新しい商業』（1961年）一橋出版
- 『流通総論―マーケティングの原理―』（1963年）中央経済社
- 『標準商業一般』（1966年）一橋出版